# Mөnkhbaatarin Bundmaa
Mөnkhbaatarin Bundmaa –en mongol: Мөнхбаатарын Бундмаа– (Kharkhorin, 4 de setembre de 1985) és una judoka mongola.
Va guanyar una medalla al Campionat del Món de judo de 2010, i set al Campionat d'Àsia de judo entre els anys 2005 i 2016. Als Jocs Asiàtics va aconseguir dues medalles els anys 2006 i 2010.

## Palmarès internacional
| Campionat del Món | Campionat del Món                | Campionat del Món | Campionat del Món |
| Any               | Lloc                             | Medalla           | Categoria         |
| ----------------- | -------------------------------- | ----------------- | ----------------- |
| 2010              | Tòquio ( Japó)                   | 3                 | –52 kg            |
| Jocs Asiàtics     |                                  |                   |                   |
| Any               | Lloc                             | Medalla           | Categoria         |
| 2006              | Doha ( Qatar)                    | 2                 | –52 kg            |
| 2010              | Canton ( R.P. de la Xina)        | 2                 | –52 kg            |
| Campionat d'Àsia  |                                  |                   |                   |
| Any               | Lloc                             | Medalla           | Categoria         |
| 2005              | Taixkent ( Uzbekistan)           | 3                 | –52 kg            |
| 2008              | Ciutat de Jeju ( Corea del Sud)  | 2                 | –52 kg            |
| 2009              | Taipei ( Xina Taipei)            | 2                 | –52 kg            |
| 2011              | Abu Dhabi ( Emirats Àrabs Units) | 2                 | –52 kg            |
| 2012              | Taixkent ( Uzbekistan)           | 2                 | –52 kg            |
| 2015              | Kuwait ( Kuwait)                 | 2                 | –52 kg            |
| 2016              | Taixkent ( Uzbekistan)           | 3                 | –52 kg            |